# Franse parlementsverkiezingen 1951
In 1951 werden er in Frankrijk parlementsverkiezingen gehouden.

## Uitslag

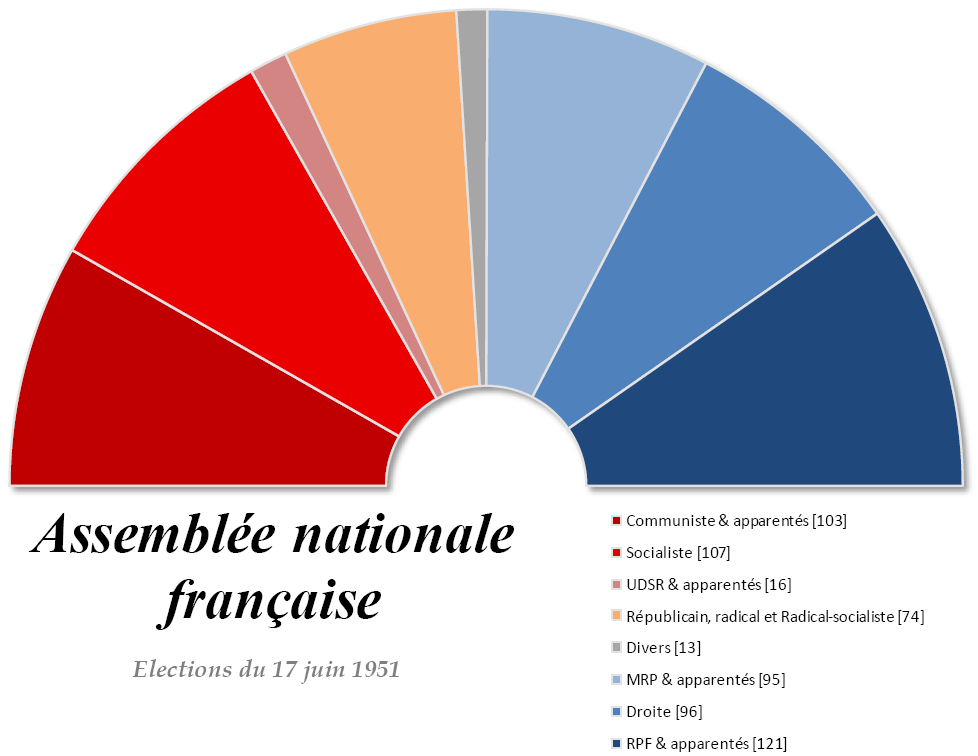
Verkiezingsuitslag

| Partij | %     | Zetels |
| --- | ----- | ------ |
| Communistische Partij van Frankrijk (Parti Communiste Français)                                                                                                   | 26,9% | 101    |
| Groepering van het Franse Volks (Rassemblement du Peuple Français)                                                                                                | 21,6% | 120    |
| Franse Sectie van de Arbeiders Internationale (Section Française de l'Internationale Ouvrière)                                                                    | 14,6% | 108    |
| Nationaal Centrum van Onafhankelijken en Boeren (Centre National des Indépendants et Paysans)                                                                     | 14,1% | 108    |
| Republikeinse Volksbeweging (Mouvement Républicain Populaire) | 12,6% | 96     |
| Radicaal-Socialistische Partij (Parti Radical-Socialiste) Democratische en Socialistische Unie van het Verzet (Union Démocratique et Socialiste de la Résistance) | 10,0% | 95     |
| Overigen | 0,1%  | 0      |
| Totaal | 100%  | 628    |